# Petar Brzica
Petar Brzica (narozen cca 1917 - zmizel 1945) byl chorvatský fašista, ustašovec a františkán. Před válkou byl studentem na františkánské koleji v Širokém Brijegu v Hercegovině. Stal se vítězem makabrózní soutěže dozorců o nejvíce likvidovaných vězňů, jež se konala 29. srpna 1942 v koncentračním táboře Jasenovac. Podařilo se mu údajně zavraždit 1360 (někdy uváděno 1300 či 1320) vězňů speciálním nožem, zvaným srbosjek (cyrilicí Србосјек). Získal tak přezdívku Král hrdlořezů a jako odměnu za výhru obdržel zlaté hodinky, stříbrné příbory, opékané selátko a víno. Historici však tak vysoký počet zavražděných zpochybňují. Podle jiných zdrojů byl počet jím zavražděných vězňů buď 670 nebo 1100.Po válce se dostal přes americké zajetí do USA, kde svému psychiatrovi vše popsal. Nebyl nikdy vydán ani potrestán.